# 滨珥花属
滨珥花属（学名：Trochetiopsis）是锦葵目锦葵科下的一个属，共3种现存2种。属内物种均是大西洋圣赫勒拿的特有种。它们曾被分类至梧桐科，但在被子植物种系发生学组和后来的分类系统中它们被归类至扩大的锦葵科中。
花粉化石显示，滨珥花属谱系自中新世晚期以来生存于圣赫勒拿岛中（约950万年前）。

## 描述
滨珥花属曾属于宝珥花属（Trochetia），但Wessel Marais在1981年根据地理与形态特征将它们分离开来。与宝珥花属不同，滨珥花属的花只有五个雄蕊，且萼片内面表通常附有丝绸状的毛（但黑滨珥花并不具有最后一个特征）。

## 种
滨珥花属共有三种和一个混种。
- 圣赫伦那红杉 () -  野外绝灭(IUCN 3.1)[3]
- 圣赫伦那乌木 (T. ebenus) -  极危(IUCN 3.1)[4]
- †黑滨珥花（英语：Trochetiopsis melanoxylon） () -  绝灭(IUCN 3.1)[5] （最后观察记录时间：1771年）
- Trochetiopsis x benjaminii (T. erythroxylon x T. ebenus)